# Hong Kong Stock Exchange
Hong Kong Stock Exchange (HKEX) er en børs i Hongkong. Det er vurderet på markedsværdi Asiens tredjestørste børs efter Tokyo Stock Exchange og Shanghai Stock Exchange, desuden er den verdens femtestørste. Den 31. december 2010 havde Hong Kong Stock Exchange 1.413 noterede virksomheder med en samlet markedsværdi på $ 2.700 mia. Hong Kong Exchanges and Clearing er holdingselskab for børsen.

## Historie
Historien om værdipapirhandlen begyndte i 1800-tallet, hvor børsen blev etableret i 1891, til trods for at uformel handel med værdipapirer er kendt i Hongkong siden 1861. HKSE har gennem alle årene været den dominerende til trods for konkurrence fra andre børser gennem tiderne i Hongkong, det er sket gennem en række opkøb og fusioner med konkurrenter. Fra 1947 – 1969 monopoliserede HKSE børsmarkedet i Hongkong.

### Kortfattet tidslinje
Kilde: HK Ex
| Association of Stockbrokers in Hong Kong (Etableret 1891) |

| (1914) Omdøbt til Hong Kong Stock Exchange |

| (1947) En fusion foretages efter 2. verdenskrig navnet Hong Kong Stock Exchange bibeholdes |

| Hong Kong Stockholders Association Ltd (Etableret 1978) tillader informationsdeling mellem HKSE og andre børser |

| (1986) HKSE fusionerer med andre børser og beholder navnet, men kaldes også Stock Exchange of Hong Kong |

| (2000) Hong Kong Exchanges and Clearing bliver holdingselskab for Hong Kong Stock Exchange |

## De 17 største noterede aktier efter børsværdi
Kilde: Bloomberg, i mia. Hong Kong dollars, Data opdateret 20. april 2010
1. PetroChina: $2.492,04
2. Industrial & Commercial Bank of China: $1.810,14
3. China Mobile: $1.584,90
4. China Construction Bank: $1.514,72
5. HSBC Holdings: $1.433,27
6. Bank of China: $1.127,57
7. Sinopec Corp: $957,57
8. China Life Insurance: $922,64
9. China Shenhua Energy Company: $636,23
10. CNOOC Limited: $609,29
11. Ping An Insurance Group of China: $448,11
12. Bank of Communications: $439,83
13. Standard Chartered Bank: $429,77
14. China Merchants Bank: $366,36
15. China Telecom: $309,16
16. Sun Hung Kai Properties: $299,51
17. Tencent Holdings: $286,53